# 12 Stones
12 Stones est un groupe de metal alternatif et post-grunge chrétien, américain, originaire de Mandeville, en Louisiane. Le groupe se compose actuellement de Paul McCoy, Eric Weaver, David Troia et Sean Dunaway.

## Biographie
Le quatuor se rencontre à Mandeville, en Louisiane, au nord de La Nouvelle-Orléans, et signe au label Wind-up Records, après à peine 15 mois. Le chanteur Paul McCoy participait auparavant à un single d'Evanescence, Bring Me to Life, publié en 2003, plus tard récompensé d'un Grammy dans la catégorie de « meilleure performance hard-rock » en 2004.
La plupart des chansons du groupe sont incluses dans des films et séries télévisées. My Life, de leur album du même nom, est inclus dans la bande originale du Le Roi scorpion, sorti en 2002. Broken devient le thème officiel du pay-per-view WWE Judgment Day en mai 2002. Home (toujours du même album) est utilisée pour le clip d'entrée de Kurt Angle. Shadows, issue de l'album Potter's Field, est utilisée pour la bande-annonce du film Pirates des Caraïbes : Le Secret du coffre maudit. Photograph (de Potter's Field) est incluse dans la bande originale du film Elektra. Le groupe enregistrera également la chanson Let Go exclusivement pour la bande originale du film Daredevil. Les chansons Running out of Pain et Back Up est utilisée dans Cheating Death, Stealing Life - The Eddie Guerrero Story.
En novembre 2009, le groupe enregistre son quatrième album, avec le producteur David Bendeth. We Are One, le premier single de leur nouvel album, est publié le 6 avril. La chanson est mise en ligne en avant-première sur le site web Nnoisecreep le 29 mars 2010. We Are One est utilisée par la WWE pour le groupe The Nexus durant la première saison de la NXT. La chanson est aussi utilisée par la ACC Network.
Le 24 août 2010, le groupe annonce son départ du label Wind-Up après neuf ans de collaboration. 12 Stones signe ensuite au label Executive Music Group. Le groupe publie son nouvel album Beneath the Scars le 22 mai 2012 en téléchargement, et le 29 mai 2012 en magasin.
Le 2 mars 2016, 12 Stones annonce avoir signé au label Cleopatra Records, et avoir commencé un nouvel album. Le 17 mai 2016, le groupe annonce une tournée Make America Rock Again.

## Membres

### Membres actuels
- Eric Weaver – guitare solo, chœurs (depuis 2000)
- Paul McCoy – chant (depuis 2000), guitare rythmique (depuis 2012)
- Sean Dunaway – batterie (depuis 2014)
- David Troia – basse (depuis 2014)

### Membres de tournée
- Wally Worsley – guitare rythmique (2012–2014)
- Aaron Hill – basse (2005–2007)

### Anciens membres
- Kevin Dorr – basse (2000–2004, 2009–2011)
- Pat Quave – batterie (2000)
- Aaron Gainer – batterie, percussions, chœurs (2000–2010, 2012–2014)
- Greg Trammell – guitare rythmique (2004–2007)
- Justin Rimer – guitare rythmique (2007–2012)
- DJ Stange – basse (2007)
- Shawn Wade – basse (2007–2009)
- Mike McManus – batterie, percussions, chœurs (2010–2011)
- Brad Reynolds – basse (2011–2012)
- Will Reed – basse, chœurs (2012–2014)

## Discographie

### Albums studio
- 2002 : 12 Stones
- 2004 : Potter's Field
- 2007 : Anthem for the Underdog
- 2012 : Beneath the Scars
- 2017 : Picture Perfect

### Singles
- 2002 : Far Away
- 2007 : Lie to Me
- 2008 : Anthem for the Underdog
- 2009 : Broken Road
- 2010 : We Are One
- 2010 : The Only Easy Day was Yesterday
- 2011 : Bulletproof
- 2012 : Beneath the Scars